# Каштаны (Крым)
Кашта́ны (ранее Но́вый Бурлю́к; укр. Каштани, крымскотат. Yañı Bürlük, Янъы Бурьлюк) — село в Бахчисарайском районе Республики Крым, центр Каштановского сельского поселения (согласно административно-территориальному делению Украины — Каштановского сельсовета Бахчисарайского района Автономной Республики Крым).

## Современное состояние
Каштаны — центральная усадьба бывшего совхоза (в 2002 году ЗАО) Бурлюк, с 2003 года — часть агрофирмы «Золотая Амфора». В Каштанах 16 улиц и переулок, площадь, занимаемая селом, 64,5 гектара, на которой в 401 дворе, по данным сельсовета, на 2009 год, числилось 922 жителя. В селе действует врачебная амбулатория, работают средняя общеобразовательная школа, детский сад «Золотой петушок» и Дворец культуры. Каштаны связаны автобусным сообщением с Бахчисараем, Севастополем и Симферополем

## Население
| 2001 | 2014 |
| ---- | ---- |
| 1025 | ↘862 |

Всеукраинская перепись 2001 года показала следующее распределение по носителям языка
| Язык             | Процент |
| ---------------- | ------- |
| русский          | 89.85   |
| украинский       | 6.05    |
| крымскотатарский | 1.07    |
| другие           | 0,49    |

### Динамика численности
- 1974 год — 1003 чел.[17]
- 1989 год — 979 чел.[18]
- 2001 год — 1025 чел.[19]
- 2009 год — 922 чел.[8]
- 2014 год — 862 чел.[20]

## География
Каштаны находятся на северо-западе района, на правом берегу реки Альмы в её нижнем течении. Село протянулось на 2 км вдоль автодороги 35Н-019 Почтовое — Песчаное (по украинской классификации — С-0-10202), в 15 километрах от моря. В райцентр Бахчисарай из села ведут две дороги: по долине реки Альмы — 34 км, как и до Симферополя, и более короткая, через Внешнюю гряду — 24 км. Соседние сёла: примыкающее с востока Брянское и в полукилометре на запад Шевченково.
Ближайшая железнодорожная станция Почтовая находится в 16 км от села. Высота центра села над уровнем моря — 80 м.

## История
Основано село, по сведениям издания История городов и сёл Украинской ССР, в 1925 году, но на последних довоенных картах — километровой Генштаба Красной армии 1941 года и двухкилометровке РККА 1942 года его ещё нет. Вероятно, это была просто центральная усадьба совхоза, без заметного постоянного населения, выделенная (в 1925 году) из отделения совхоза им. Чкалова. Само хозяйство, видимо, было организовано в начале 1920-х годов на базе национализированной господской усадьбы, отмеченной ещё на верстовой карте 1890 года.
Время присвоения селу современного названия пока не установлено. На 15 июня 1960 года Каштаны числились в составе Красноармейского сельсовета. В период с 1968 года, (когда Каштаны записаны в составе Плодовского сельсовета) и 1977-м годом, село было определено центром сельсовета. По данным переписи 1989 года в селе проживало 979 человек. С 12 февраля 1991 года село в восстановленной Крымской АССР, 26 февраля 1992 года переименованной в Автономную Республику Крым. С 21 марта 2014 года в составе Крыма аннексировано Россией.